# Grigol Mgaloblisvili
Grigol Mgaloblisvili (grúzul: გრიგოლ მგალობლიშვილი; Tbiliszi, 1973. október 7.) grúz diplomata és politikus. 2008. november 1-jétől 2009. január 30-ig Grúzia miniszterelnöke volt.
Nős, két gyermeke van. Angolul, németül, törökül és oroszul beszél.

## Szakmai karrierje
Értelmiségi családban született Tbilisziben. A Tbiliszi Állami Egyetemen folytatott keleti tanulmányokat. 1992–1993-ban egy tanévet az Isztambuli Egyetemen töltött, ahol török nyelvet tanult. 1995-ben végzett. 1995-1996-ban Grúzia ankarai kereskedelmi képviseletén tolmácsként és fordítóként dolgozott, majd 2002-ig a grúz külügyminisztérium munkatársaként a törökországi nagykövetségen dolgozott különféle posztokon, kezdetben attaséi, első titkári, végül tanácsosi rangban. 2002–2003-ban Nagy-Britanniában, az Oxfordi Egyetem posztgraduális diplomáciai képzésén vett részt.
2003-ban tért vissza Grúziába, ahol a külügyminisztérium Amerikai Igazgatóságának helyettes vezetője lett, 2004-ben pedig az európai integrációs főosztály vezetőjévé nevezték ki. 2004-től 2008 októberéig Grúzia törökországi nagykövete volt, 2006-tól pedig Albániába és Bosznia-Hercegovinába is akkreditálva volt.

## Politikai pályafutása
2008. október 28-án Szaakasvili elnök kormányalakításra kérte fel az október 27-én lemondott Lado Gurgenidze helyére. A grúz parlament 2008. november 1-jén fogadta el Mgaloblisvili kormányát. Röviddel ezután Mgaloblisvili nyilvánosságra hozta kormánya névsorát. A Gurgenidze-kormányhoz képest csupán kisebb változtatásokat eszközölt, az igazságügy-miniszter, a környezetvédelmi miniszter és a kulturális miniszter személye változott, a kulcspozíciókban azonban nem történt változás. Mgaloblisvili első nyilvános kormányfői szereplésére november 3-án került sor, amikor meglátogatta Kaheti tartományt. Az új összetételű kormány 2008. november 5-én tartotta első ülését.
Vesebetegségére hivatkozva 2009. január 30-án lemondott tisztségéről.  Ezt megelőzően Németországban és Tbilisziben is többször volt kórházi gyógykezelésen. Lemondásában azonban szerepe Miheil Szaakasvili elnökkel megromlott kapcsolata is. Utódjául Nika Gilauri első miniszterelnök-helyettest jelölte Grúzia elnöke.

## Külső hivatkozások
- Életrajza a Civil.ge oldalán (angolul)